# Vara (Estônia)
Vara (em estoniano:  Vara vald) é um município rural estoniano localizado na região de Tartumaa.